# Crise na Costa do Marfim de 2010–2011
A crise na Costa do Marfim foi iniciada após o segundo turno da eleição presidencial de 2010, a primeira  em dez anos, quando os dois candidatos, Laurent Gbagbo, presidente do país desde 2000, e Alassane Ouattara, candidato da oposição, reivindicaram a vitória. Vários governos estrangeiros, organizações e líderes mundiais reconheceram Ouattara como o real vencedor das eleições. Após meses de tentativa de negociação, a crise entrou numa fase decisiva, com a intensificação de confrontos e a eclosão de uma guerra civil entre as forças leais a Gbagbo e os grupos paramilitares favoráveis a Ouattara (que ele chama de Forças Republicanas), constituídos por antigos rebeldes da insurreição de 2002, que dividiu o país entre apoiadores e opositores de Gbagbo.

## Histórico
A crise iniciou-se como uma consequência dos resultados eleitorais obtidos no segundo turno das eleições presidenciais, realizadas em 28 de novembro de 2010, que deram como vencedor o candidato da oposição, Alassane Ouattara, por uma margem estreita votos. No entanto, a intervenção do Conselho Constitucional e a lealdade das forças armadas a Gbagbo  permitiram-lhe manter-se  no poder, apesar do parecer desfavorável e da pressão exercida pela comunidade internacional.
A confusão gerada entre a população após a disputa eleitoral entre os dois candidatos acabou levando a um aumento dos atos violentos e da tensão social em grande parte do território do país. A comunidade internacional, preocupada com uma possível nova guerra civil, solicitou a Laurent Gbagbo para que cessasse seus esforços para permanecer no cargo e entregasse os poderes ao legítimo vencedor.

### Resultados da eleição presidencial
Em 28 de novembro de 2010, o segundo turno da eleição foi disputado entre o presidente Laurent Gbagbo e Alassane Ouattara, antigo primeiro-ministro do país entre 1990 e 1993.
Em 2 de dezembro, Youssouf Bakayoko, presidente da Comissão Eleitoral Independente anuncia a vitória de Alassane Ouattara, com 54,1% dos votos, contra 45,9% dados a Laurent Gbagbo, com uma taxa de participação de 81,09% dos eleitores. O anúncio dos resultados havia sido adiado várias vezes e aconteceu após a data limite. A imprensa foi surpreendida com o anúncio no Hôtel du Golf, que estava sob proteção das forças da ONUCI. Bakayoko teria feito o anúncio nesse hotel - também escolhido por  Ouattara como quartel general da campanha - justamente por contar com a proteção das forças da ONU.
O fator desencadeante da crise foi principalmente o fato de Laurent Gbagbo e alguns membros do seu gabinete não se conformarem com os resultados das eleições, instigando o Conselho Constitucional a manipular os resultados, de modo a dar a vitória ao presidente em exercício.
Paul Yao N'Dre, presidente do Conselho Constitucional, próximo do presidente Gbagbo, declarou que a Comissão Eleitoral Independente não tinha mais autoridade para anunciar os resultados, pois, já que a data limite havia sido ultrapassada, os resultados eram inválidos. Segundo  N'Dre, após a data limite, somente o Conselho Constitucional estaria habilitado a anunciar os resultados.
Após o anúncio da vitória de Outtara pela Comissão Eleitoral, os militares fecharam as fronteiras do país.
Em 3 de dezembro, o Conselho Constitucional declara Gbagbo vencedor. N'Dre anuncia que os resultados de sete regiões do norte foram anulados. Isto inverte os resultados em favor de Gbagbo, que passa então a ter 51,45% dos voto, enquanto Ouattara passa a ter 48,55%
Paralelamente, o enviado especial da ONU à Costa do Marfim, Young-jin Choi, reconhece a vitória de Ouatarra:
"Os resultados do segundo turno da eleição presidencial, tal como anunciados em 2 de dezembro pela comissão eleitoral não mudam, o que confirma que o candidato  Alassane Ouattara venceu o escrutínio."
Com base nos resultados anunciados pela comissão eleitoral e contando com o apoio da ONU, Ouatarra sustenta que ele é o presidente eleito e acusa o Conselho Constitucional de abuso de autoridadeː
"Estou consternado por causa da imagem do meu país, mas o fim do processo é a validação pelo representante especial da ONU, e é essa validação que confirma que sou eu o vencedor."
O primeiro-ministro e chefe da coalizão Forces Nouvelles, Guillaume Soro apoia a vitória de Ouattara e pede demissão do posto de primeiro-ministro a Gbagbo, em 4 de dezembro.
Gbagbo toma posse em 4 de dezembro e declara:
"A soberania da Costa do Marfim é o que devo defender e eu não a negocio."
Gbagbo nomeia Gilbert Aké, um economista próximo a ele, como primeiro-ministro.
Ouatarra, por sua vez, faz o juramento presidencial pouco depois e declara:
"Eu gostaria de dizer que a Costa do Marfim está agora em boas mãos."
Outtara confirma Guillaume Soro como primeiro-ministro.
A comunidade internacional (destacando-se a União Europeia, Estados Unidos, União Africana e Comunidade Econômica dos Estados da África Ocidental), além da Organização das Nações Unidas,  posiciona-se a favor dos resultados proclamados pela Comissão Eleitoral que deram Ouattara como o vencedor na eleição.
Em diferentes partes do país, já chegavam então notícias de confrontos violentos.

### Mediação da União Africana
Sob o impulso da Comunidade Econômica dos Estados da África Ocidental (CEDEAO), os presidentes africanos tentam fazer com que o presidente Gbagbo saia pelas pela vias diplomáticas quando este se declara certo de sua vitória e propõe uma recontagem de votos. Já em 5 de dezembro, a União Africana (UA) tenta encontrar uma solução diplomática para esta crise. Naquele dia, Thabo Mbeki, ex-presidente da África do Sul, reuniu-se com os dois presidentes. Em 17 de dezembro, Jean Ping, presidente da Comissão da União Africana, procura conciliar os pontos de vista.
Em 24 de dezembro, a CEDEAO, da qual a Costa do Marfim é membro, organiza uma cúpula extraordinária em Abuja, na Nigéria. A CEDEAO ameaça usar a "força legítima", o ECOMOG, para forçar Gbagbo a deixar o poder. Decide enviar os presidentes Boni Yayi de Benin, Ernest Koroma da Serra Leoa e Pedro Pires de Cabo Verde para resolver a crise, estes se encontrariam com Gbagbo e Ouattara em 28 de dezembro, e em 3 de janeiro Raila Odinga, o primeiro-ministro do Quênia, e o enviado da União Africana os acompanham.
Em 9 de janeiro, Olusegun Obasanjo, ex-presidente da Nigéria, em 19 de janeiro, Raila Odinga e em 25 de janeiro, Bingu wa Mutharika, presidente do Malawi e presidente da União Africana, tentaram mediações.

### Protestos
Numerosos protestos pacíficos de resistência não-violenta foram organizados na Costa do Marfim e internacionalmente em apoio a uma resolução pacífica da crise.
Em dezembro de 2010, vários protestos de rua foram realizados em Abidjan. Centenas de mulheres se juntaram aos protestos e bateram panelas como um aviso sobre a chegada das milícias. Os manifestantes se encontrariam com forças de segurança fortemente armadas que dispararam contra a multidão e mataram civis.
Em fevereiro de 2011, centenas de jovens protestaram em Abobo, um bairro de Abidjan. Um homem e uma mulher foram mortos por forças de segurança que abriram fogo e usaram gás lacrimogêneo para dispersar a multidão.
Em 3 de março de 2011, 15 mil mulheres realizaram um protesto pacífico em Abidjan. Algumas estavam vestidas de preto e outras estavam nuas, sinais de uma maldição africana direcionada a Laurent Gbagbo. No bairro de Abobo, foram recebidas pelas forças de segurança com tanques que supostamente dispararam contra as mulheres.  Sete mulheres foram mortas e aproximadamente cem ficaram feridas.
Em 8 de março, o Dia Internacional da Mulher, 45 000 mulheres realizaram protestos pacíficos em todo o país. As mulheres reuniram-se com jovens armados com facões e armas automáticas disparando para o ar em Koumassi. Uma mulher e três homens foram mortos em Abidjan pelo exército.

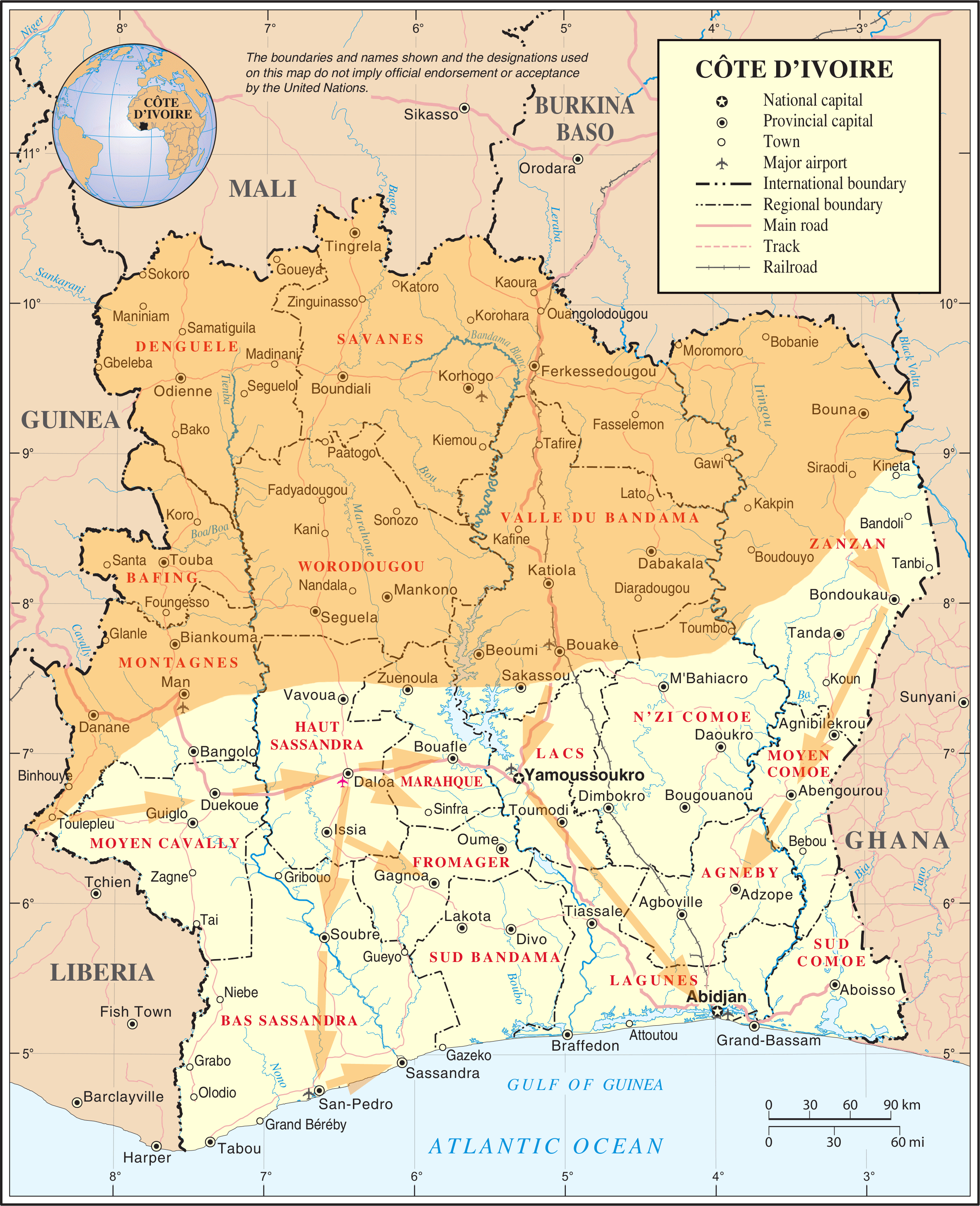
Mapa da ofensiva das Forças Republicanas em março de 2011

## Consequências: guerra civil
À medida que a violência continuava em Abidjan, no final de fevereiro de 2011, haviam ocorrido fortes combates no oeste da Costa do Marfim, já que as recém-renomeadas Forças Republicanas da Costa do Marfim visavam fechar a fronteira com a Libéria,  onde foi informado que Gbagbo estaria recrutando numerosos combatentes. Várias cidades do oeste foram tomadas pelas Forças Republicanas entre 25 de fevereiro e 21 de março uma vez que avançaram além da linha de cessar-fogo da guerra civil anterior. Em 28 de março, as Forças Republicanas lançaram uma ofensiva militar a nível nacional, já que Ouattara declarou que todas as soluções pacíficas estavam "exauridas". Depois de combates pesados em algumas cidades centrais da Costa do Marfim, as Forças Republicanas avançaram rapidamente em todo o país tomando as cidades ao longo da fronteira leste com o Gana, a capital política Yamoussoukro e o porto de San Pédro. Até 31 de março, as Forças Republicanas chegaram a Abidjã quando os conflitos começaram a surgir na cidade, com os partidários de Gbagbo recuando para a área ao redor do palácio presidencial. As Nações Unidas e as forças francesas juntaram-se aos combates em 4 de abril com ataques de helicópteros contra armas pesadas usadas pelas forças de Gbagbo.
Após uma semana de assédio à residência presidencial, em 11 de abril, as forças leais a Ouattara, com o apoio do destacamento francês e das forças da ONU, prenderam Laurent Gbagbo e sua esposa.